# Букцоц (муниципалитет)
Букцоц (исп. Buctzotz) — муниципалитет в Мексике, штат Юкатан, с административным центром в одноимённом посёлке. Население муниципалитета, по данным переписи 2010 года, составило 8639 человек.

## Общие сведения
Название происходит от майяйского: Buc — костюм, платье и Tzotz — волосы. В сочетании это можно перевести как волосатая или шерстяная одежда.
Площадь муниципалитета равна 654 км², что составляет 1,64 % от общей площади штата, а наивысшая точка — 20 метров, расположена в поселении Санта-Крус.
Он граничит с другими муниципалитетами Юкатана: на севере с Цилам-Гонсалесом, на востоке с Панабой и Сусилой, на юго-востоке с Эспитой, на юге с Сенотильо, и на западе с Темашем.

## Учреждение и состав
Муниципалитет был сформирован в 1921 году, в его состав входит 30 населённых пунктов, самые крупные из которых из которых:
| Код INEGI | Населённый пункт                                                                | Численность населения (2005 год) | Численность населения (2010 год) |
| --------- | ------------------------------------------------------------------------------- | -------------------------------- | -------------------------------- |
| 006       | Всего                                                                           | 8379                             | 8637                             |
| 0001      | Букцоц (исп. Buctzotz) 21°12′06″ с. ш. 88°47′34″ з. д. (административный центр) | 7229                             | 7515                             |
| 0002      | Шбек (исп. X-bec) 21°14′54″ с. ш. 88°49′29″ з. д.                               | 515                              | 462                              |
| 0004      | Ла-Гран-Луча (исп. La Gran Lucha) 21°12′25″ с. ш. 88°33′13″ з. д.               | 211                              | 236                              |
| 0003      | Санто-Доминго (исп. Santo Domingo) 21°08′32″ с. ш. 88°39′58″ з. д.              | 194                              | 186                              |
| 0080      | Сан-Франсиско (исп. San Francisco) 21°14′41″ с. ш. 88°28′58″ з. д.              | 136                              | 144                              |

## Экономика
По статистическим данным 2000 года, работоспособное население занято по секторам экономики в следующих пропорциях: сельское хозяйство, скотоводство и рыбная ловля — 53,4 %, промышленность и строительство — 13,8 %, сфера обслуживания и туризма — 32,3 %, прочее — 0,5 %.

## Инфраструктура
По статистическим данным 2010 года, инфраструктура развита следующим образом:
- электрификация: 99,6 %;
- водоснабжение: 99,1 %;
- водоотведение: 99 %.

## Достопримечательности
В муниципалитете можно посетить церковь Святого Исидора Лабрадора, построенную в XVI веке, а также асьенду Ченче-де-лас-Торрес.

## Фотографии

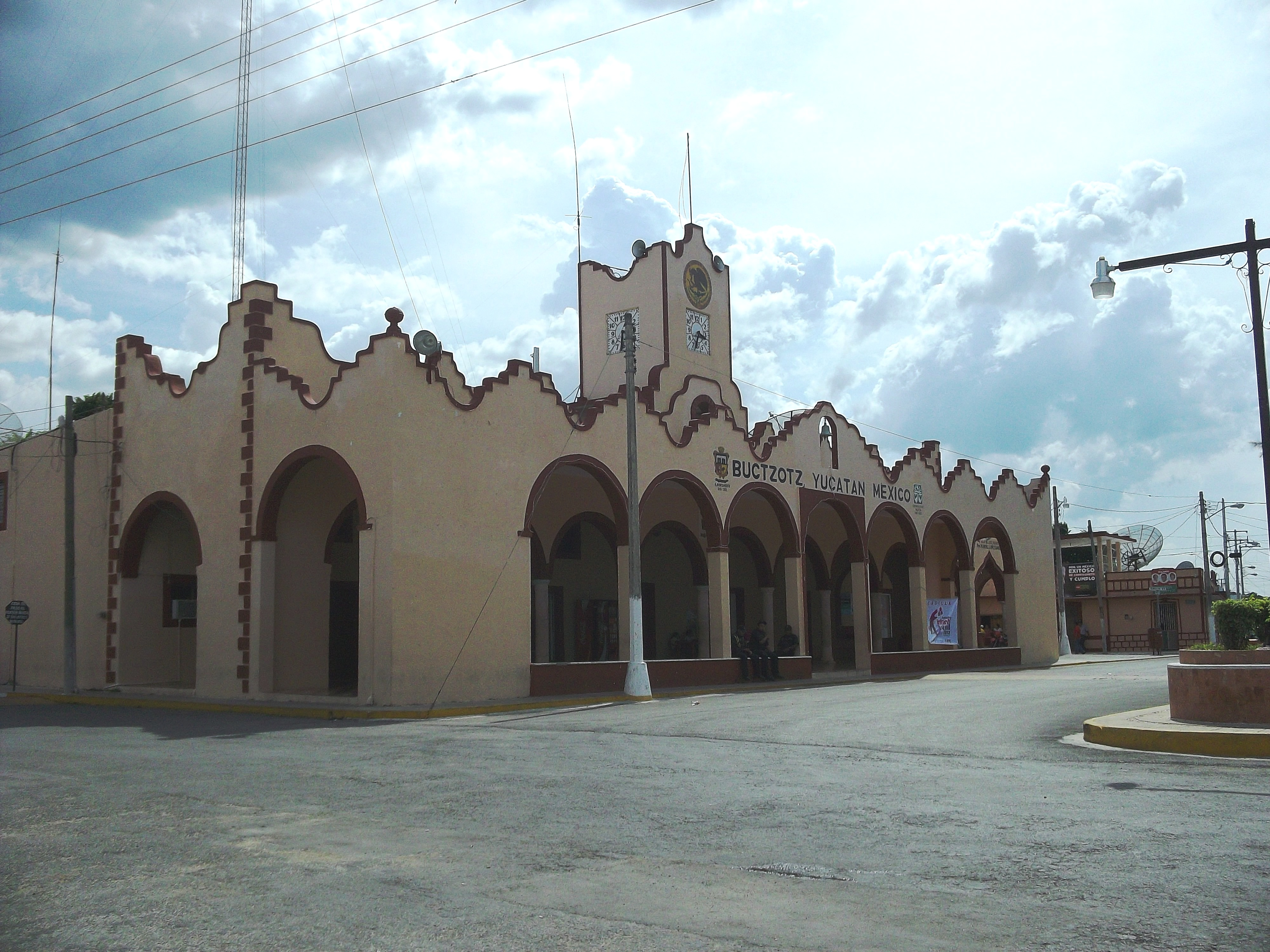
Здание администрации
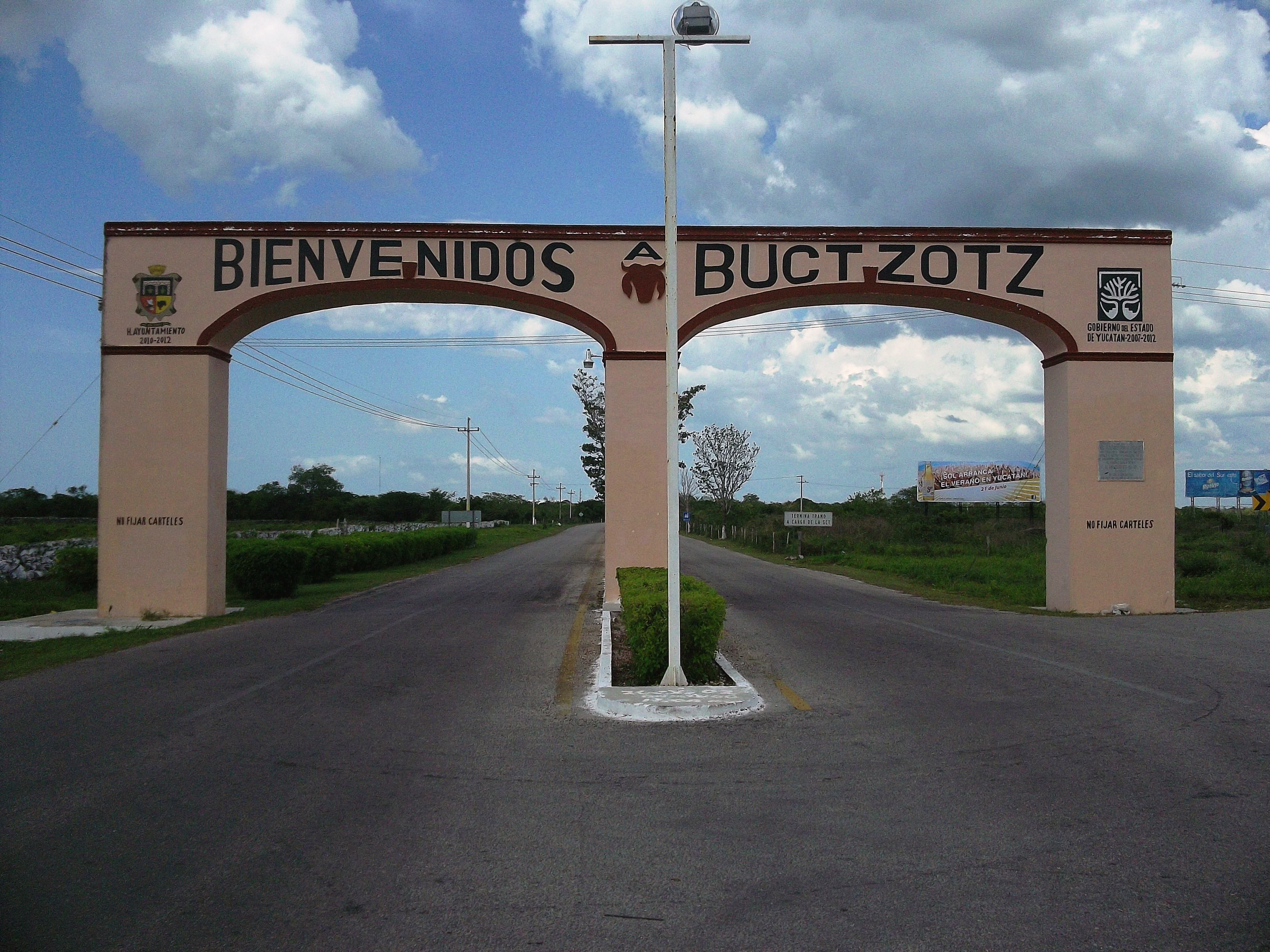
На въезде в муниципалитет
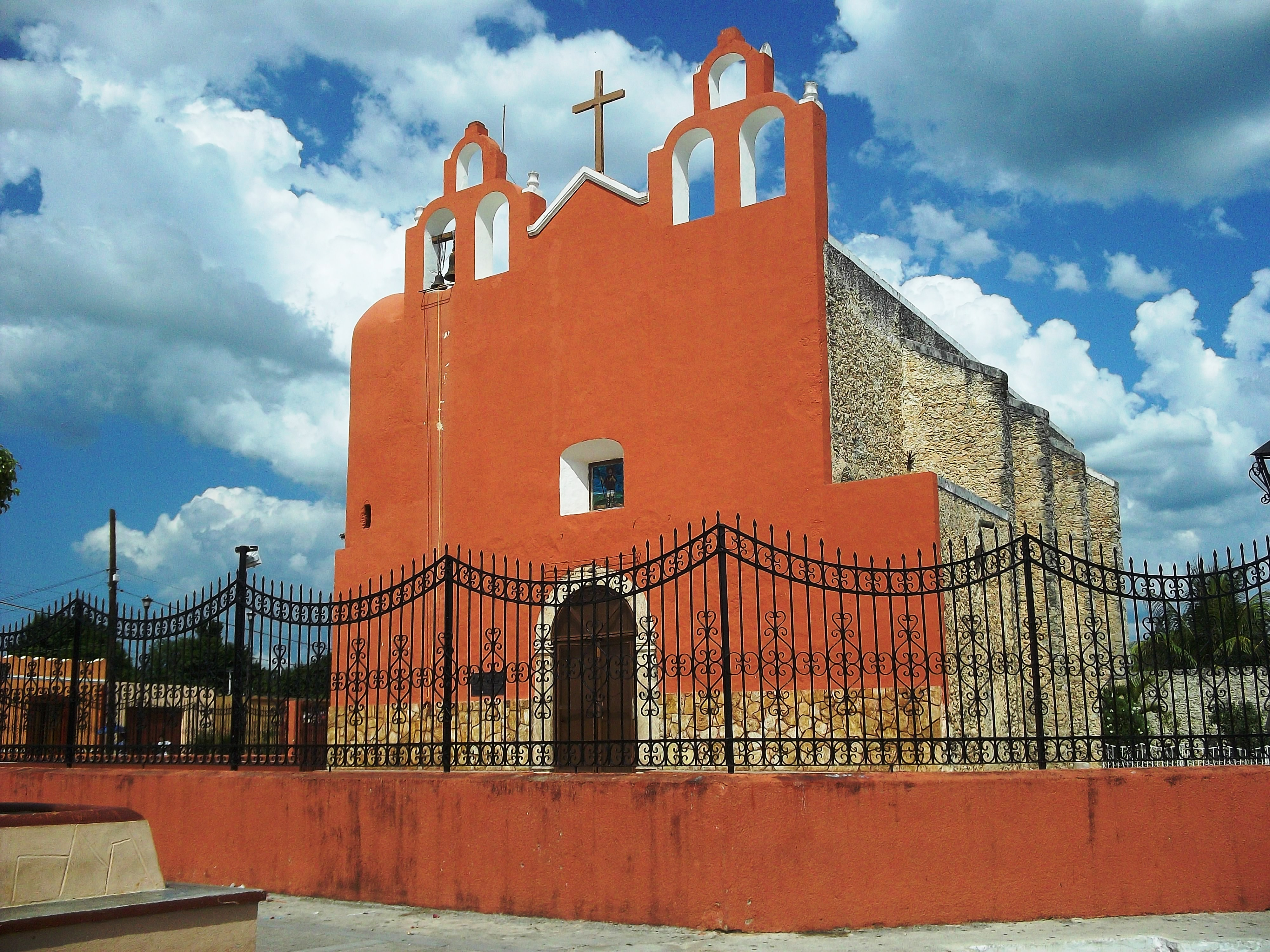
Церковь Святого Исидора Лабрадора